# Kissing Jessica
Kissing Jessica ist eine romantische Independent-Komödie aus dem Jahre 2001. Der Film basiert auf dem Off-Broadway-Stück Lipschtick.

## Handlung
Die 28-jährige Jessica Stein, eine jüdische Journalistin, die in New York lebt, hat die verschiedenen Blind Dates eigentlich satt, als sie über eine Kleinanzeige stolpert, in der Rainer Maria Rilke zitiert wird. Die Anzeige stammt von der Galeristin Helen Cooper. Zunächst skeptisch, lässt sich Jessica auf Helen ein. Anfangs scheint die Beziehung fast perfekt, doch je länger Jessica die Beziehung geheim hält, desto unzufriedener wird Helen mit der Situation. Dazu scheint auch Jessicas Familie ein Hindernis darzustellen, versucht die Mutter doch immer wieder, Jessica zu verkuppeln.

## Auszeichnungen
Beim Los Angeles Film Festival bekam der Film die Auszeichnungen Audience Award for Best Feature Film sowie den Critics Special Jury Award. Weitere Auszeichnungen waren z. B.: Glitter Award, Publikumspreis beim Miami Film Festival sowie der Golden Satellite Award.

## Synchronisation
Der Film wurde bei der R.C. Production in Berlin vertont. Marianne Groß schrieb das Dialogbuch, Andreas Fröhlich führte die Dialogregie.
| Figur         | Darsteller         | Deutscher Sprecher |
| ------------- | ------------------ | ------------------ |
| Jessica Stein | Jennifer Westfeldt | Claudia Lössl      |
| Helen Cooper  | Heather Juergensen | Christin Marquitan |
| Judy Stein    | Tovah Feldshuh     | Regine Albrecht    |
| Josh Myers    | Scott Cohen        | Bernd Vollbrecht   |
| Joan          | Jackie Hoffman     | Sandra Schwittau   |
| Martin        | Michael Mastro     | Gerald Schaale     |
| Sebastian     | Carson Elrod       | Marius Clarén      |
| Dan Stein     | David Aaron Baker  | Dietmar Wunder     |
| Charles       | Jon Hamm           | Viktor Neumann     |

## Sonstiges
Die beiden Hauptdarstellerinnen hatten die Rollen bereits beim Bühnenstück inne und schrieben auch mit am Drehbuch. In den Audio-Kommentaren erzählen die Produzenten von den Dreharbeiten; viele zufällige Passanten sowie die Großmutter einer der Produzenten kommen im Film vor. Einige Hintergrundszenen in New York wurden später herausgeschnitten, denn sie zeigten das 2001 zerstörte World Trade Center.